# Acrostatheusis
Acrostatheusis là một chi bướm đêm thuộc họ Geometridae.

## Các loài
- Acrostatheusis apicitincta Prout, 1915